# Asaminami, Hiroshima
Asaminami (安佐南区 Asaminami-ku) là quận thuộc thành phố Hiroshima, tỉnh Hiroshima, Nhật Bản. Tính đến ngày 1 tháng 10 năm 2020, dân số ước tính của quận là 247.020 người và mật độ dân số là 2.100 người/km2. Tổng diện tích của quận là 117 km2.